# Theron Smith
Pour les articles homonymes, voir Smith.
Theron Smith, né le 3 octobre 1980 à Bartow en Floride aux États-Unis, est un joueur de basket-ball professionnel américain. Il mesure 2,03 m.

## Université
- 1999 - 2003 :  Cardinals de Ball State (NCAA)

## Clubs
- 2003 - 2004 :  Grizzlies de Memphis (NBA)
- 2004 - 2005 :  Bobcats de Charlotte (NBA)
- 2005 - 2006 :  Flame de la Floride (NBDL)
- 2006 - 2007 :  Pallacanestro Cantù (Lega A)
- 2007 - 2008 :  Entente orléanaise (Pro A)
- 2008 - 2009 :  Tianjin Ronggang (CBA)
- Janvier 2010 - 2011 :  AB Latina (Serie A Dilettanti)
- Janvier 2011 - 2011 :  Steaua Bucarest (Divizia A)
- 2011 - 2012 :  Obras Sanitarias (LNB)
- 2013 :  Bucaneros de La Guaira (LPB)
- 2014 :  Obras Sanitarias (LNB)